# Yellow & Green
Yellow & Green ist das dritte Studioalbum der US-amerikanischen Band Baroness. Es wurde im Juli 2012 bei Relapse Records veröffentlicht. Es handelt sich um ein Doppelalbum, dessen erster Teil Yellow, der zweite Green benannt ist und das somit die Farbenfolge der beiden Vorgängeralben fortsetzt.

## Entstehung und Stil
Das Album verzichtet weitgehend auf das Shouting und die Sludge-Elemente früherer Alben und bewegt sich in diversen Rock-Subgenres. Das wie Blue Record mit John Congleton aufgenommene Album weist eingängige Songs wie Take My Bones Away genauso auf wie Anleihen aus den Siebzigerjahren oder progressive Elemente. Sänger John Baizley, der erneut das Cover selbst gestaltete, sagte: „Die Wut ist nicht verschwunden, sie zeigt sich nur in einer anderen Form.“ Erstmals erlangte ein Album der Band höhere Chartpositionen, in Deutschland Platz 13.

## Rezeption
Im Metal Hammer wurde das Album zum Album des Monats gekürt. Petra Schurer schrieb, das Album zähle „optisch wie musikalisch zum Besten, was die Savannah-Bande je geschaffen hat“. Sie vergab sieben von sieben Punkten.

## Titelliste
Disk 1 (Yellow)
1. „Yellow Theme“ – 1:45
2. „Take My Bones Away“ – 4:59
3. „March to the Sea“ – 3:12
4. „Little Things“ – 5:03
5. „Twinkler“ – 3:17
6. „Cocainium“ – 5:09
7. „Back Where I Belong“ – 6:16
8. „Sea Lungs“ – 3:21
9. „Eula“ – 6:48

Disk 2 (Green)
1. „Green Theme“ – 4:23
2. „Board Up the House“ – 4:33
3. „Mtns. (The Crown & Anchor)“ – 4:17
4. „Foolsong“ – 2:58
5. „Collapse“ – 3:52
6. „Psalms Alive“ – 4:09
7. „Stretchmarker“ – 3:23
8. „The Line Between“ – 5:02
9. „If I Forget Thee, Lowcountry“ – 2:42